# Paul Valadier
Paul Valadier (Saint-Étienne, 13 gennaio 1933) è un filosofo e presbitero francese.

## Biografia
Entrato nei gesuiti, Valadier ha studiato filosofia e teologia a Parigi e a Lione. Nel 1970 è diventato professore al Centre Sèvres, Centro universitario gesuita di Parigi. Nel 1974 ha conseguito il dottorato in filosofia a Parigi e nello stesso anno è stato nominato decano del Centre Sèvres, divenuto nel frattempo Facoltà gesuita di Parigi. Dal 1979 al 1989 è stato lettore all'Istituto di studi politici di Parigi e dal 1982 al 1989 redattore capo della rivista gesuita Études. Dal 1990 al 1998 è stato professore di filosofia politica e filosofia morale all'Università cattolica di Lione. Ha continuato ad insegnare alla Facoltà gesuita di Parigi fino al 2009, anno del suo ritiro dall'insegnamento.
Valadier è uno studioso di Friedrich Nietzsche e uno specialista di filosofia politica e filosofia morale. Ha pubblicato una trentina di libri. È conosciuto per le sue posizioni liberali e progressiste sulla dottrina morale della Chiesa cattolica e i problemi della società e ritiene che la coscienza morale sia legata alla libertà.

## Libri pubblicati
- Nietzsche et la critique du christianisme, Cerf, coll. « Cogitatio fidei », Paris, 1974, 614 p.
- Essai sur la modernité : Nietzsche et Marx, Ed. Cerf et Desclée, Paris, 1974, 130 p.
- Un christianisme au présent, Ed. Cerf et Desclée, Paris, 1977, 120 p.
- Des repères pour agir, Desclée de Brouwer-Bellarmin, Paris, 1977, 107 p.
- Jésus-Christ ou Dionysos, La foi chrétienne en confrontation avec Nietzsche, Desclée, Paris, 1979, 240 p.
- Agir en politique, Cerf, coll. « Recherches morales », Paris, 1980, 189 p.
- L'Église en procès, Calmann-Lévy, et Flammarion, coll. « Champs », Paris, 1989, 241 p.
- Nietzsche, l'Athée de rigueur, Desclée de Brouwer, Paris, 1989, 157 p.
- Inévitable morale, Seuil, coll. « Esprit », Paris, 1990, 228 p.
- Lettres à un chrétien impatient, La Découverte, Paris, 1991, 230 p.
- Éloge de la conscience, Seuil, coll. « Esprit », Paris, 1994, 266 p.
- Machiavel et la Fragilité du politique, Seuil, coll. « Points essais », Paris, 1996, 118 p.
- L'Anarchie des valeurs : le relativisme est-il fatal ?, Albin Michel, Paris, 1997, 219 p.
- La foi dans le temps du risque (collaboration sous la direction de Adolphe Gesché et Paul Scolas), cerf, Paris, 1997, 180 p.
- Nietzsche : cruauté et noblesse de droit, Michalon, coll. « Le bien commun » Paris, 1998, 123 p.
- Un christianisme d'avenir, Pour une nouvelle alliance entre raison et foi, Seuil, Paris, 1999, 228 p.
- L'Église en procès, Flammarion, coll. « Champs », n°199, Paris, 1999.
- Nietzsche l'intempestif, Beauchesne, coll. « Le grenier à sel », Paris, 2000, 100 p.
- Chrétiens, tournez la page (opera collettiva), Paris, Bayard, 2002, 139 p.
- Morale en désordre. Un plaidoyer pour l'homme, Le Seuil, Paris, 2002, 212 p.
- La condition chrétienne. Du monde sans en être, Le Seuil, Paris, 2003, 240 p.
- Jésus-Christ ou Dionysos (réédition), Desclée, Paris, 2004, 240 p.
- Le temps des conformismes. Journal de l'année 2004, Le Seuil, Paris 2005, 379 p.
- Un philosophe peut-il croire ?, Editions Cécile Defaut, Paris 2005, 89 p.
- Détresse du politique, force du religieux, Le Seuil, Paris 2007
- Maritain à contre-temps, Politique et valeur, Desclée de Brouwer, Paris 2007, 128 p.
- La morale sort de l'ombre, Desclée de Brouwer, Paris 2008, 394 p.
- Du spirituel en politique, Collection Christus, Bayard, Paris 2008, 125 p.
- La part des choses. Compromis et intransigeance, Lethielleux DDB, Paris 2010, 212p.
- L'exception humaine, Cerf, Paris 2011, 151 p.
- Con Soheib Bencheikh, Walter Lesch et David Meyer (coautori), Monothéisme et violence, Collection trajectoire, n. 24, Lumen Vitae, Bruxelles 2012.
- Rigorisme contre liberté morale. ‘Les Provinciales’ : actualité d’une polémique antijésuite, Bruxelles: Lessius, 2013.
- L'intelligence de croire, Salvator, Paris 2014.
- Lueurs dans l'histoire. Revisiter l'idée de Providence, Salvator, Paris 2017.
- Éloge de la religion, Salvator, Paris 2022.